# Kybos mitjaevi
Kybos mitjaevi är en insektsart som först beskrevs av Irena Dworakowska 1976.  Kybos mitjaevi ingår i släktet Kybos och familjen dvärgstritar. Inga underarter finns listade i Catalogue of Life.